# アーミーワン

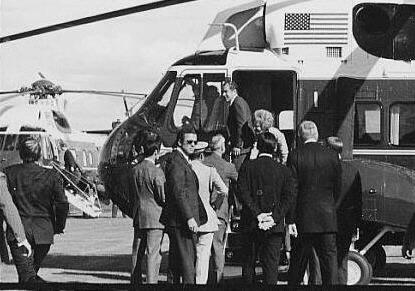
1971年9月26日、ワシントン州リッチランドに向かうために大統領専用ヘリコプターに乗り込むリチャード・ニクソン。

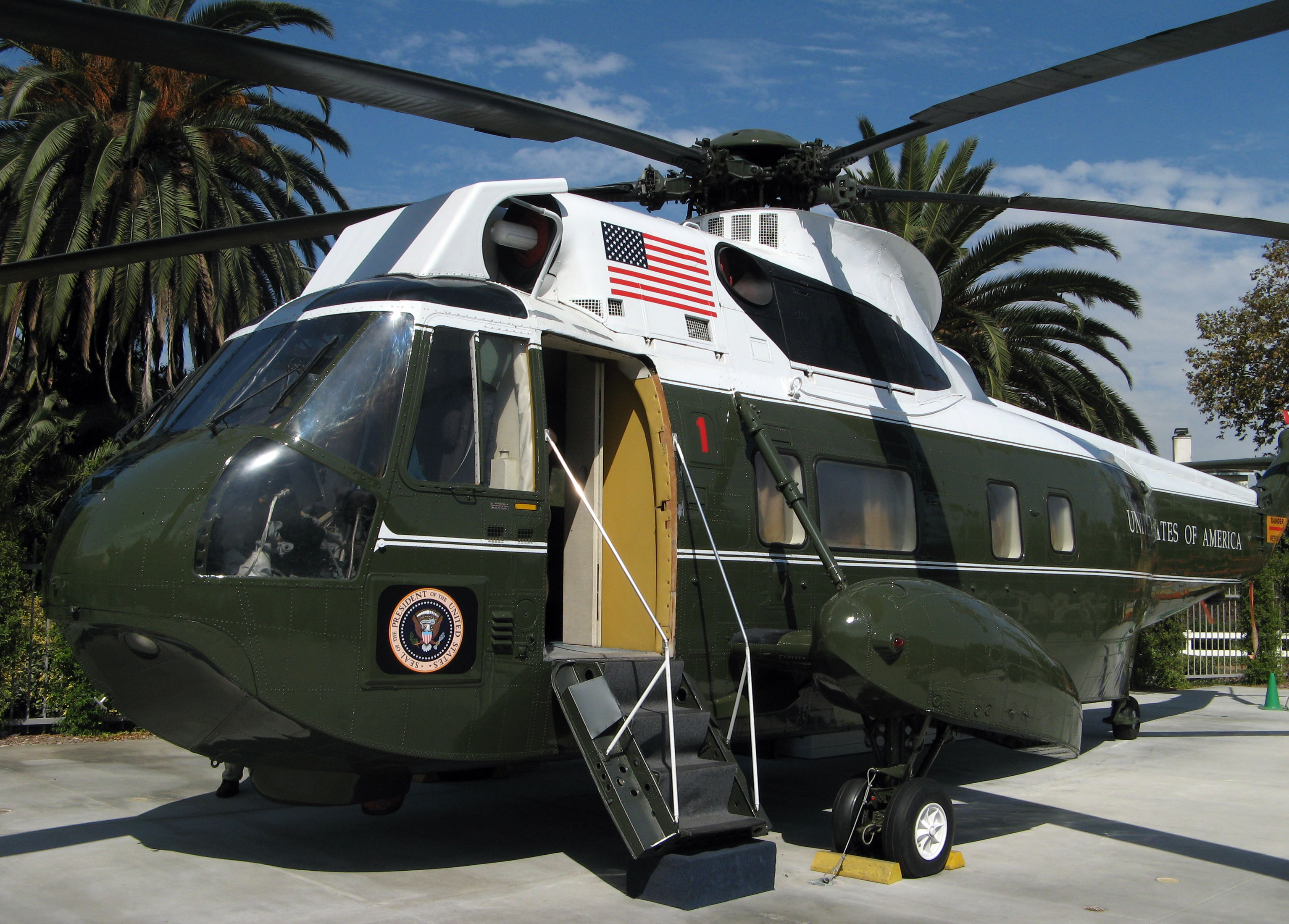
ニクソン図書館に展示されているVH-3A（機体記号150617）。1961年から1976年まで大統領専用ヘリコプターとして使用され、しばしば「アーミーワン」として飛行した。

アーミーワン(Army One)は、アメリカ合衆国大統領がアメリカ陸軍機に乗った時に使われるコールサインである。
1976年以降、このコールサインは使われていない。1957年から1976年まで、大統領のヘリコプターでの輸送は陸軍と海兵隊が分担して行っていた。1976年以降は海兵隊のみが大統領のヘリコプター輸送任務を担当している。
大統領専用ヘリコプターは、操縦するパイロットが陸軍兵か海兵隊員かによって、アーミーワンとマリーンワンのコールサインを使い分けていた。
大統領専用ヘリコプターは16人乗りで、大統領とファーストレディのための座席、および大統領に常に同行する2名のシークレットサービスのための座席があった。
アーミーワンが着陸する際には、少なくとも1人は正装した陸軍兵が出迎えることになっていた。
副大統領が搭乗する陸軍機はアーミーツー(Army Two)のコールサインを使用する。